# Antoni (Pantelić)
Antoni, imię świeckie Dragan Pantelić (ur. 23 czerwca 1970 w Valjevie, zm. 11 marca 2024 w Moskwie) – biskup Serbskiego Kościoła Prawosławnego.

## Życiorys
Ukończył seminarium duchowne Trzech Świętych Hierarchów przy monasterze Krka w 1991. W czasie nauki, 23 września 1988, złożył wieczyste śluby zakonne przez biskupem žičkim Stefanem. W 1989 został hierodiakonem, zaś 5 stycznia 1991 – hieromnichem. Następnie wyjechał do Moskwy na wyższe studia teologiczne w Moskiewskiej Akademii Duchownej, którą ukończył w 1996 jako najlepszy student w swoim roczniku. Pracę dyplomową obronił w katedrze historii lokalnych Kościołów prawosławnych, otrzymując tytuł naukowy kandydata nauk teologicznych. Po powrocie z Rosji został przełożonym monasteru Studenica oraz wykładowcą w seminarium duchownym w Srbinju. Równocześnie pełnił obowiązki proboszcza soboru w Sarajewie.
W styczniu 2002, zgodnie z rekomendacją patriarchy serbskiego Pawła, został kierownikiem oficjalnego przedstawiciela Serbskiego Kościoła Prawosławnego przy Patriarchacie Moskiewskim. 17 marca 2002 otrzymał godność archimandryty. Służył odtąd w cerkwi przedstawicielstwa w Moskwie, to jest w cerkwi Świętych Piotra i Pawła przy Bramie Jauskiej.
W 2006, ponownie z rekomendacji patriarchy, został nominowany na biskupa morawickiego, wikariusza eparchii belgradzkiej. Jego chirotonia miała miejsce w soborze św. Michała Archanioła w Belgradzie 23 lipca 2006, z udziałem patriarchy serbskiego Pawła, metropolitów Dabaru i Bośni Mikołaja oraz Czarnogóry i Przymorza Amfilochiusza, arcybiskupa wieriejskiego Eugeniusza z Rosyjskiego Kościoła Prawosławnego oraz 16 biskupów z Cerkwi serbskiej i rosyjskiej.
Zmarł w Moskwie 11 marca 2024 r. i został pochowany przy cerkwi Świętych Piotra i Pawła, w której służył przez poprzednie lata.